# Facultad de Enfermería (UNAL Bogotá)

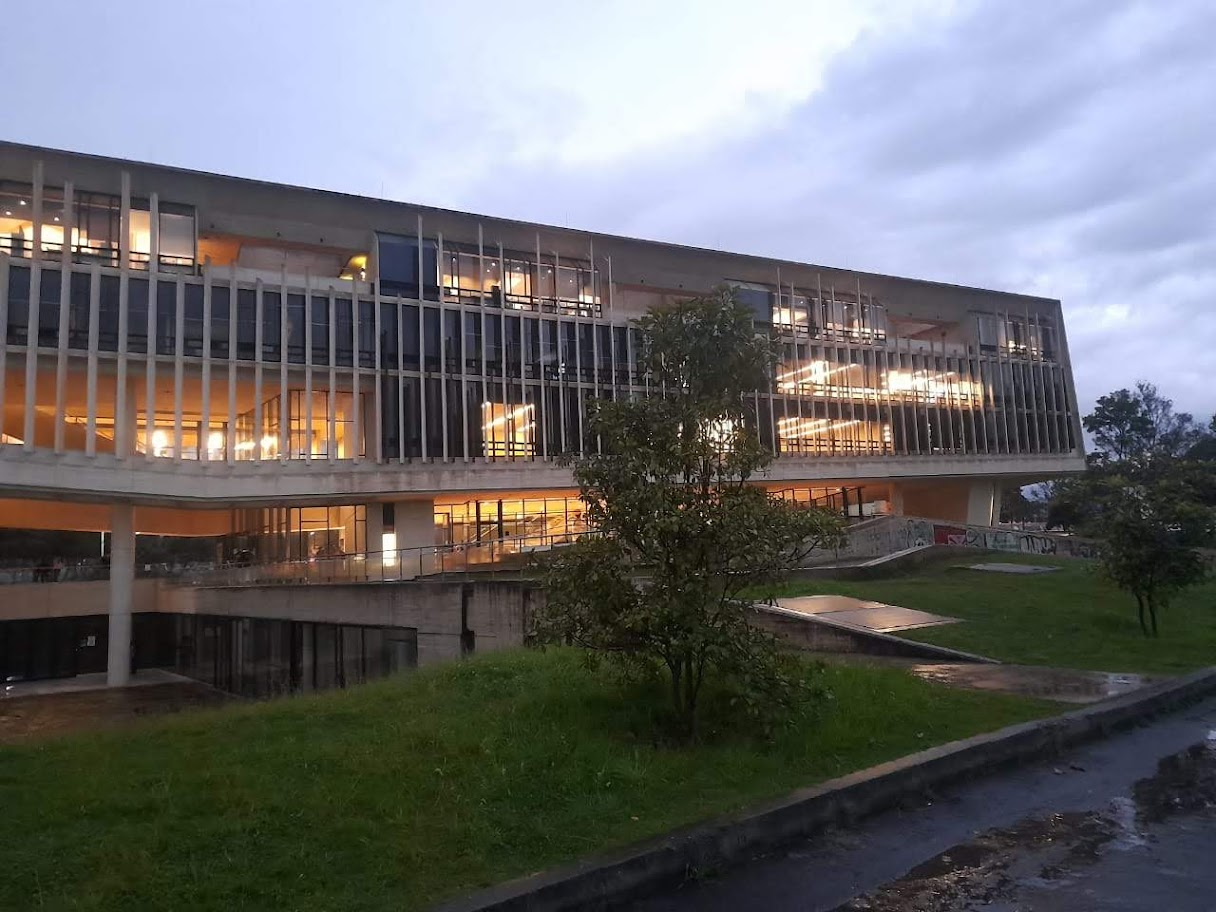
edificio 228

La facultad de Enfermería de la Universidad Nacional de Colombia de la sede Bogotá es una unidad académica de este centro educativo creada en 1920.

## Historia
La Facultad de Enfermería fue fundada en 1920 con el nombre de Escuela Nacional Superior de Enfermeras y funcionó hasta 1944 en el Hospital San José.
Los programas de Posgrado se iniciaron en 1972 con la maestría en Enfermería con énfasis en Educación y Administración. A fines de los setenta y comienzos de los ochenta se crearon programas como Enfermería Cardiorrespiratoria y Renal, Salud Mental y Enfermería Perinatal. En 1986 se creó el programa de especialización en Salud Ocupacional, que más tarde se extiende a la sede de Ciudad Universitaria. En 1988 la Facultad modificó sus áreas de énfasis e investigación y concretó sus esfuerzos en el área de Atención Primaria y Salud Mental. 
En la actualidad cuenta con el Programa de Enfermería en la Sede de Bogotá y en la Sede Tumaco.

## Programa de Pregrado
El Programa de Enfermería cuenta con acreditación de alta calidad y su objetivo es formar enfermeras (os), para el cuidado de la salud y la vida de las personas, con principios humanísticos, éticos, cientíﬁcos y tecnológicos propios de la profesión y la disciplina.
Como egresada (o) de la Universidad Nacional de Colombia, la (el) enfermera (o) será una (un) ciudadana (o) y profesional con altos niveles de calidad humana, respeto por la dignidad y los derechos humanos, formación cientíﬁca y tecnológica en la disciplina, excelencia académica, capacidad de liderazgo, pensamiento crítico y de transformación ante las necesidades, desarrollos y tendencias de salud en el mundo, capaz de interactuar y construir, junto con otros profesionales y sectores sociales vinculados al cuidado de la vida.
El profesional de Enfermería será capaz de utilizar, producir e innovar el conocimiento disciplinar y profesional para proveer y orientar el cuidado de enfermería, sustentado en la ética, la ciencia y la tecnología, en los ámbitos de la vida de los individuos, familias y colectivos a través de procesos y gestión en las áreas de promoción, prevención, mantenimiento, recuperación e inclusión social en coherencia con el contexto político, social, epidemiológico y cultural del país y del mundo.

## Programas de Posgrado
La Facultad de Enfermería de la Universidad Nacional de Colombia (UNAL) cuenta con especializaciones, maestrías y doctorado.

#### Especializaciones
- Especialización en Enfermería materno perinatal con apoyo familiar
- Especialización en Enfermería cardiorrespiratoria
- Especialización Interdisciplinaria en Salud Familiar Integral
- Especialización en Salud y Seguridad en el Trabajo

#### Maestrías
- Maestría en Enfermería:
  - Plan de estudios en profundización
  - Plan de estudios en investigación
- Maestría en Salud y Seguridad en el trabajo

#### Doctorado
- Doctorado en Enfermería

## Educación continua y permanente
La Facultad de Enfermería de la Universidad Nacional de Colombia (UNAL) ofrece diplomados, cursos y realiza congresos, seminarios, talleres, foros, entre otros.

## Grupos de Investigación
La Facultad de Enfermería cuenta con los siguientes grupos de investigación: 
- Cuidado de enfermería al paciente crónico
- Cuidado cultural de la salud
- Cuidado materno perinatal
- Cuidado para la salud cardiorrespiratoria
- Cuidado para la salud mental
- Cuidado perioperatorio
- Cuidado y práctica de enfermería, salud familiar, enfermería familiar y medición en salud
- Educación y salud
- Gerencia en salud y enfermería
- Grupo de estudios e investigación para el cuidado del niño con heridas, estomas e incontinencias
- Historia de la enfermería
- Salud y cuidado de los colectivos
- Salud y trabajo
- Urgencias y cuidado crítico
- Políticas, recursos humanos y resultados en salud
- Promoción, prevención en salud pública, salud social y salud ambiental